# Valenčič
Valenčič je priimek več znanih Slovencev:
- Alfred Valenčič /Alfred Vallentsits/ (1832—1892), feldmaršalporočnik, baron, sin Antona Valenčiča
- Alojz Valenčič (1896—1930), rodoljub, član organizacije TIGR, bazoviška žrtev
- Alojz Valenčič (1919—?), politik
- Anton Valenčič /Anton Vallentsits/ (1796—1892), častni generalmajor, baron
- Boris Valenčič (*1957), fotograf, samozvani "slovenski kralj"
- Boštjan Valenčič, specializirani državni tožilec
- Cilka Dolgan-Valenčič (*1937), pevka resne glasbe in kulturna delavka v ZDA
- Erik Valenčič (*1979), neodvisni novinar, vojni poročevalec
- Filip Valenčič (*1992), nogometaš
- Fran Valenčič (1878—1916), odvetniški koncipient in pesnik
- Jana Valenčič, arhitektka, turistična delavka, ... (London)
- Joe Valenčič (Joseph Valencic - Jožko) (*1954), izseljenski kulturni delavec v ZDA, zgodovinar filma...
- Jože Valenčič (*1948), kolesar
- Livij (Livio) Valenčič (1935—2018), radijski napovedovalec ter kulturni in športni delavec (Trst)
- Ludvik Valenčič (~1656 ~1701), frančiškan in nabožni pisec
- Marija Valenčič (1912—2000), članica organizacije TIGR, sodelavka NOB, publicistka
- Marjan Valenčič (*1961), kemik
- Matjaž Valenčič, strojnik in energetski strokovnjak
- Milena Valenčič Zuljan, pedagoginja, didaktičarka, univ. prof.
- Mitja Valenčič (*1978), alpski smučar
- Rafko Valenčič (*1937), rimskokatoliški duhovnik in univ. profesor
- Rok Valenčič, novinar
- Rudi Valenčič (*1941), kolesar
- Terezija Valenčič, državna sekretarka na Ministrstvu za šolstvo in šport
- Urška Valenčič Arh, prevodoslovka
- Vasilij Valenčič, agronom, oljkar
- Vitja Valenčič (*1999), nogometaš
- Vlado Valenčič (1903—1999), pravnik, ekonomist, arhivar in zgodovinar
- Vojko Valenčič (1948—2003), elektrotehnik, univ. profesor